# Paul Becker (Architekt)

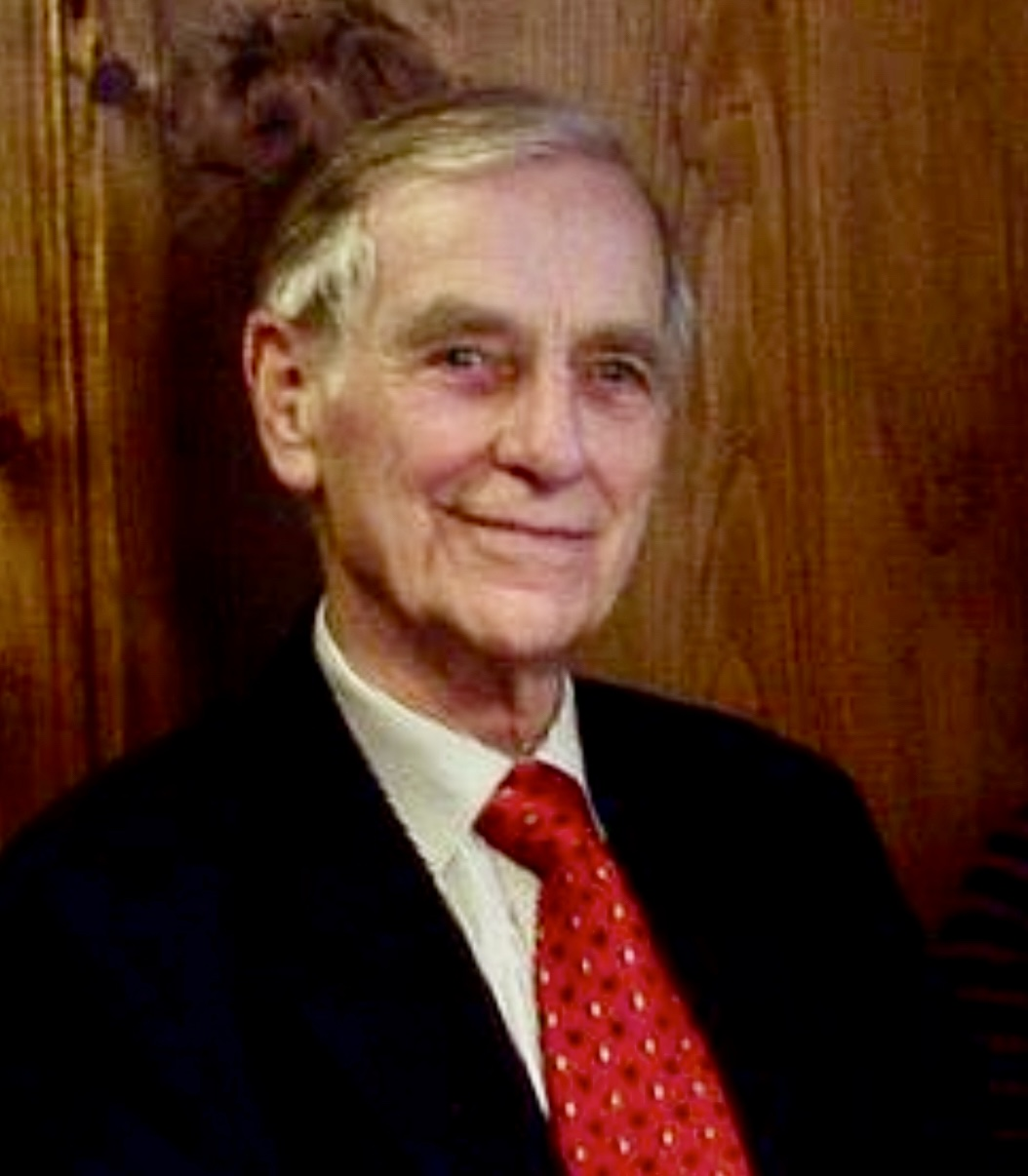
Paul Becker, 2002

Paul Peter Aloysius Becker (* 29. Juli 1923 in Leiden, Niederlande; † 8. April 2004 in Erlangen, Deutschland) war ein deutscher Architekt.

## Biografie
Becker war das fünfte Kind des Bergbauingenieurs Theodor Becker und dessen Ehefrau Maria Becker (geb. Norres). Die Familie zog 1928 nach Deutschland. Aufgewachsen in Gelsenkirchen, besuchte er dort das Grillo-Gymnasium bis zum Abitur von 1942. Nach seiner Militärzeit begann er 1946 sein Studium der Architektur an der Technischen Hochschule München bei Hans Döllgast. Unter dessen Leitung war Becker an der baulichen Konservierung der Alten Pinakothek in München und der Allerheiligen-Hofkirche der Münchner Residenz beteiligt, um sie vor weiterem Verfall nach den Schäden des Zweiten Weltkriegs zu bewahren.
Ab 1951 war er bei der Siemens-Schuckertwerke AG in Erlangen angestellt, wo er am Bau von Kraftwerken und Fabrikanlagen mitwirkte, u. a. in Durgāpur, Indien. Becker beteiligte sich erfolgreich an Architekturwettbewerben und machte sich selbstständig. Der erste Meilenstein in Beckers Schaffen war 1963 der Bau der Kirche St. Hedwig in Kulmbach. 1965 folgte die erfolgreiche Teilnahme am Wettbewerb um die Baiersdorfer Kirche St. Josef. Bei vielen Kirchen, die Becker plante, spielte entsprechend dem Zeitgeist das Schaffen kommunikativer christlicher Begegnungsstätten für die Gemeinden eine zentrale Rolle. Ihm war es wichtig, mit Hilfe seiner Architektur Voraussetzungen zur Förderung der Gemeindebildung zu schaffen – nicht nur isolierte Sakralbauten.
Künstlerinterview im Kunst Spiegel (Literaturhinweis #2) Hans Markus Horst: Kirchenbau nach dem Konzil; Kirchen im katholischen Dekanat Erlangen von 1963 bis 1997Erlangen | Dialog der Religionen (siehe auch: Literatur)--> Diese Zentren prägen das Bild ganzer Stadtteile in Erlangen und Umgebung. Bei den Kirchen St. Johannes in Reuth, St. Wolfgang in Hausen und St. Leonhard in Breitengüßbach gelang es, die Substanz der bestehenden, alten Pfarrkirchen zu erhalten und behutsam den Neubau zu integrieren.
Er arbeitete intensive zusammen mit Künstlern wie Herbert Bessel (Farbverglasungen), Manfred Bergmeister (Kunstschmiede-Objekte) und Heinrich Kirchner (Skulpturen). Beckers Handschrift tragen u. a. das Technische Zentrum der Sparkasse Erlangen an der Werner-von-Siemens-Straße, das Roncalli-Stift, die Fachoberschule in Erlangen und etliche private Häuser und Villen.
1970 erfolgte die Aufnahme in den Zentralverband Deutscher Ingenieure. Er war Mitglied internationaler Architekturvereinigungen, im Baukunstbeirat und Jurymitglied des Kunstvereins Erlangen sowie im Architektenforum Erlangen.
Becker heiratete 1952 und hatte zwei Töchter.

## Werk
Im Rahmen seiner Tätigkeit bei den Siemens-Schuckertwerken war Becker u. a. bei folgenden Projekten beteiligt:
- 1953: Kraftwerk Fortuna

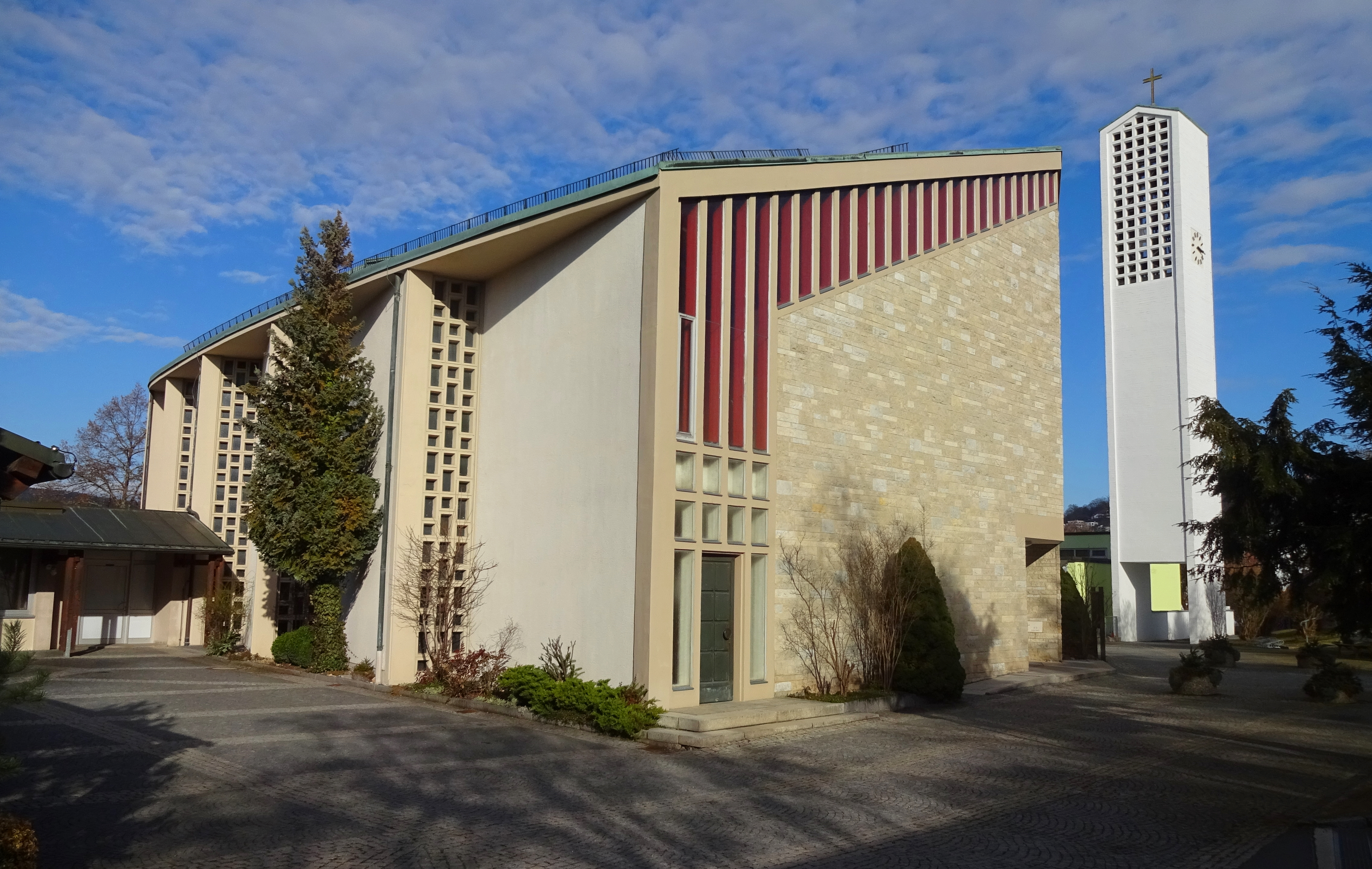
St. Hedwig in Kulmbach

- 1954: Industriebau in Bad Neustadt/Saale
- 1955: Elektromotorenwerk in Würzburg
- 1957: Kraftwerk in Durgāpur, Indien
- 1958: Kavernenkraftwerk in Vianden

Nach seinen Entwürfen als selbständiger Architekt entstanden:

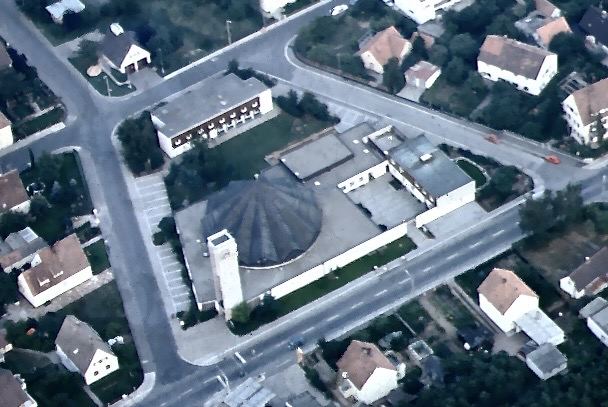
St. Heinrich in Alterlangen

- 1958: St. Marien in Erlangen (nach gewonnenem Wettbewerb)
- 1960: Jugendhaus zur Kirche St. Bonifaz in Erlangen[1]
- 1962: Kindergarten und Konvikt zur Kirche St. Bonifaz in Erlangen
- 1963: St. Hedwig in Kulmbach[2]
- 1964; Kindergarten in Erlangen-Süd
- 1965: St. Josef in Baiersdorf[3]
- 1967: St. Sebald in Erlangen[4][5]
- 1966: Pfarrhaus zur Kirche St. Sebald in Erlangen[5]
- 1971: Jugendgheim zur Kirche St. Sebald in Erlangen[5]
- 1968: St. Wolfgang in Hausen, Landkreis Forchheim[6]

- 1970: St. Heinrich in Alterlangen[7][8]

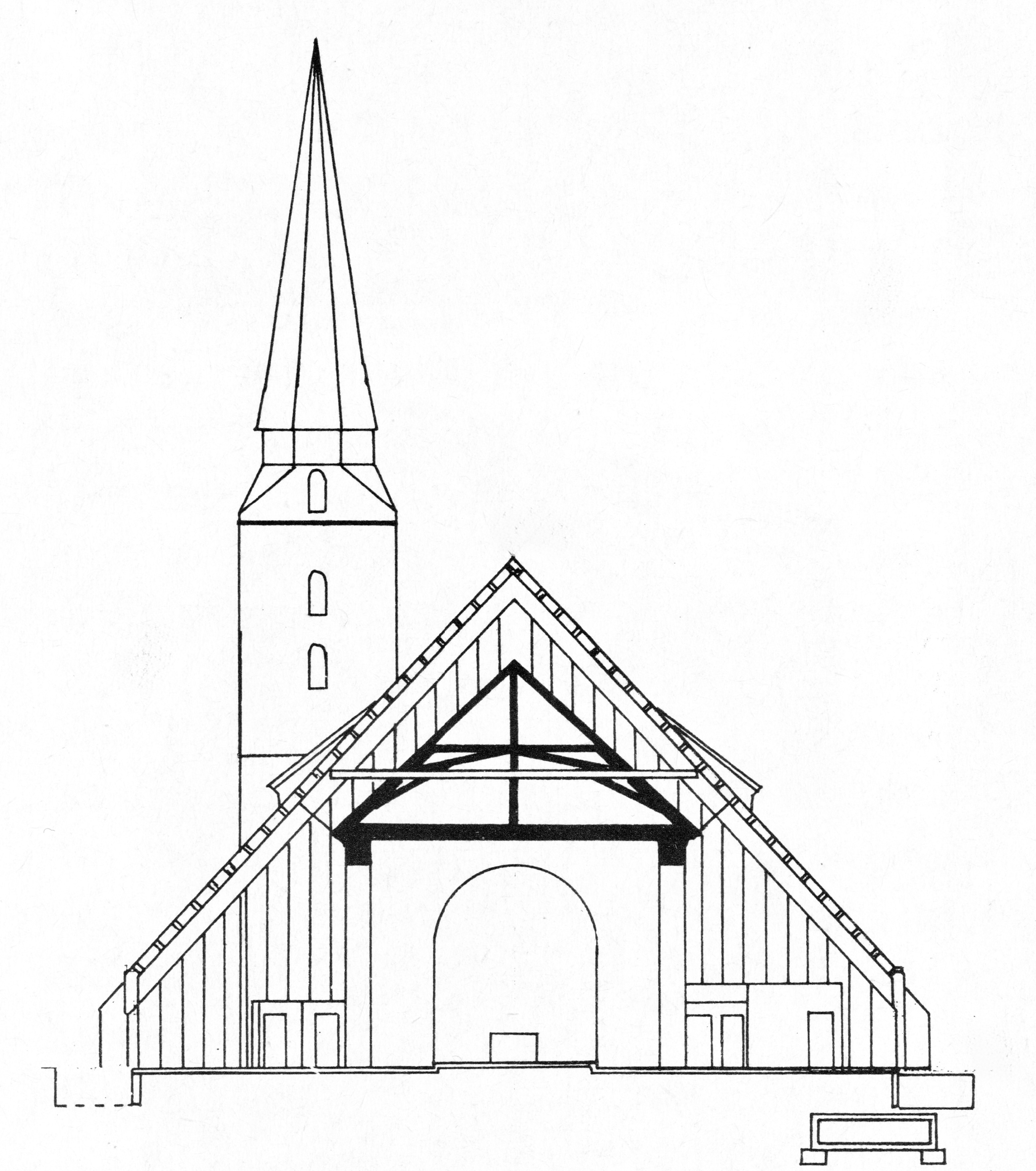
Erweiterung der Kirche St. Leonhard in Breitengüßbach

- 1970: St. Albertus Magnus in Frauenaurach[9][10]
- 1974: Pfarr- und Jugendzentrum zur Kirche St. Heinrich in Erlangen[7]
- 1974: Elisabethen-Heim
- 1974: St. Johannes der Täufer in Reuth, Landkreis Forchheim[11]
- 1979: Heilige Familie mit Kinderhaus in Erlangen-Tennenlohe[12][13]
- 1978: Erweiterung der Kirche St. Leonhard in Breitengüßbach[14]
- 1981: St. Marien in Erlangen-Bruck[15]
- 1984: Erweiterung und Umbau des Kindergartens St. Heinrich in Erlangen

## Literatur

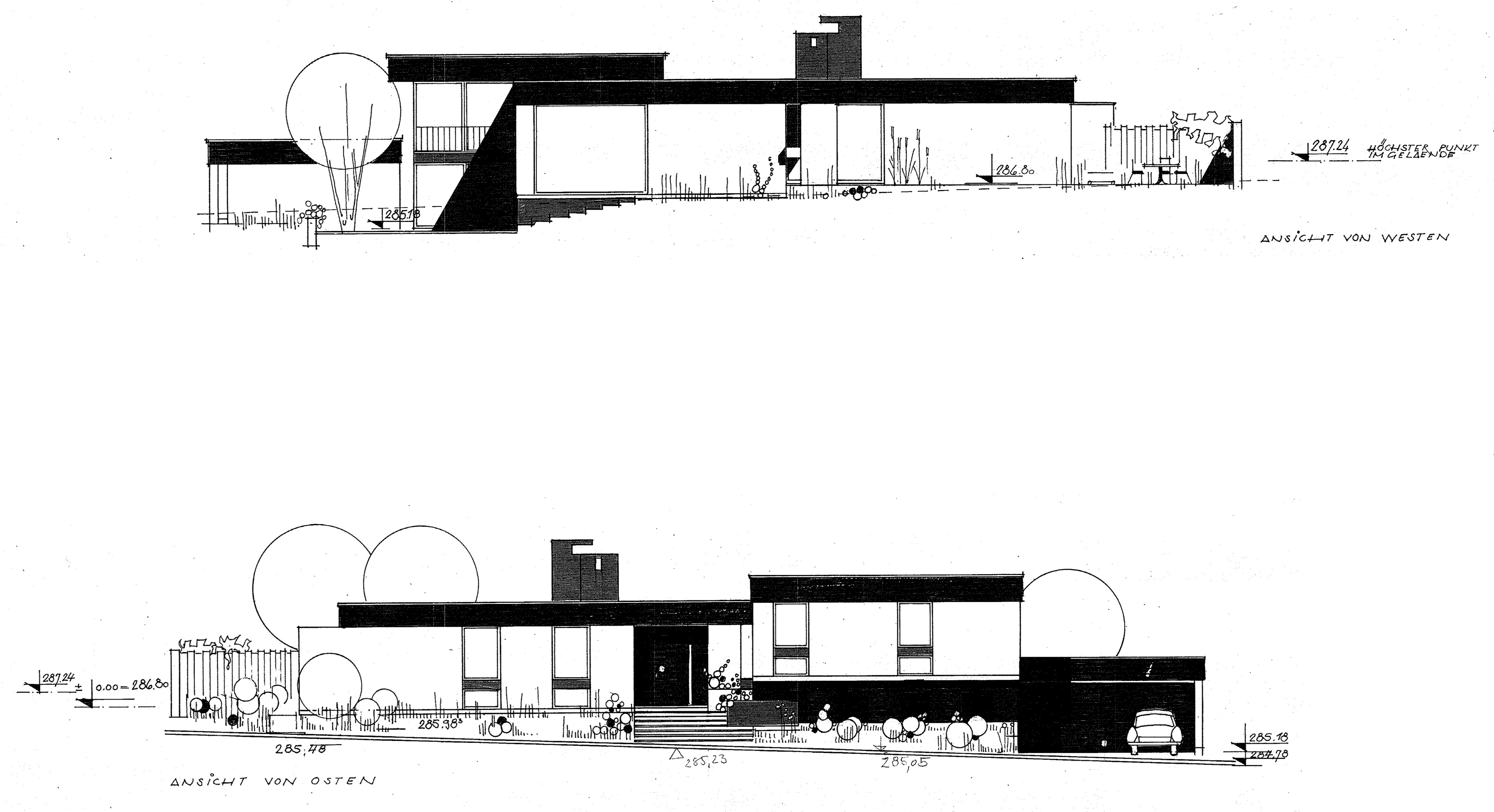
Wohnhaus mit Atelier